# Ellipi
Ellipi war ein Königreich im Zagros-Gebirge, im heutigen Iran. Es ist fast nur aus assyrischen Quellen des 9. bis 7. Jahrhunderts v. Chr. bekannt. Bei der Bevölkerung von Ellipi scheint es sich hauptsächlich um Viehzüchter gehandelt zu haben, die vielleicht mit den Elamitern und Lulubi verwandt waren.
Ellipi war der nördliche Nachbarstaat Elams und meist mit Elam gegen Assyrien verbündet.
Wenn man den assyrischen Darstellungen Glauben schenken darf, lebten sie teilweise in befestigten Städten. Mehrmals wird erwähnt, dass sie Tribute zu zahlen hatten.
Daltâ von Ellipi wurde von Sargon im Zuge seines 6. Feldzuges 716 unterworfen. Danach war er „ein gehorsamer Sklave, der mein Joch trug“ (Nimrud-Prisma, Fragment E). 713 rebellierten fünf seiner Provinzen gegen Daltâ, weigerten sich, den Assyrern Tribut zu zahlen und vertrieben den König. Sargon – bzw. seine Generale, denn in diesem Jahr blieb der König nach der Eponymenchronik in Assyrien – warf diese Provinzen in seinem 9. Feldzug nieder („wie mit einem Netz“) und eroberte die befestigte Stadt Ḫubaḫna, ihr Zentrum, und 25 Städte. Er machte 33600 Gefangene und erbeutete 600 Maultiere und Esel. Daltâ starb 708.
Im 7. Jahrhundert verschwindet Ellipi aus den Quellen; es wurde vielleicht von den Kimmerern überrannt.

## Herrscher
- Daltâ zur Zeit Sargons
- Išparaba, Sohn Daltâs

## Städte
- Ḫubaḫna (713 von den Assyrern erobert)
- Marubišti (708 von den Assyrern erobert)